# Ісак Петтерссон
Карл Ісак Еммануель Петтерссон (швед. Carl Isak Emanuel Pettersson, нар. 6 червня 1997, Гальмстад, Швеція) — шведський футболіст, воротар клубу «Ельфсборг».

## Ігрова кар'єра

### Клубна
Ісак Петтерссон починав займатися футболом в академії клубу «Гальмстад» зі свого рідного міста Гальмстад. У 2016 році для набору ігрової практики воротар відправився в оренду у клуб Супереттан «Естерс». Після повернення до «Гальмстаду» Петтерсон дебютував у матчах Аллсвенскан.
У 2018 році воротар підписав контракт до кінця 2020 року з клубом Аллсвеснкан «Норрчепінг». 2 квітня він провів першу гру у складі нової команди. Двічі поспіль у 2018 і 2019 роках Петтерссона було визнано кращим воротарем країни.
У січні 2021 року Петтерссон перейшов до французької «Тулузи», з якою вже у першому сезоні виграв турнір Ліги 2 і підвищився до Ліги 1.

### Збірна
11 січня 2019 року у товариському матчі проти команди Ісландії Ісак Петтерссон дебютував у національній збірній Швеції, вийшовши в другому таймі на заміну замість Оскара Ліннера.

## Досягнення
Особисті досягнення
- Воротар року Аллсвенскан (2): 2018[6], 2019[7]